# Nymburk hlavní nádraží
Nymburk hlavní nádraží – główna stacja kolejowa w Nymburku, w kraju środkowoczeskim, w Czechach. Jest to ważna stacja węzłowa o znaczeniu krajowym. Znajduje się na wysokości 190 m n.p.m.
Stacja jest wyposażona w poczekalnię, kasy biletowe, na których można zakupić bilety na pociągi krajowe i międzynarodowe oraz zarezerwować miejsce w pociągu.

## Linie kolejowe
- 060 Poříčany - Nymburk
- 061 Nymburk - Jičín
- 071 Nymburk - Mladá Boleslav
- 231 Praha - Lysá nad Labem - Kolín